# 太陽系外彗星

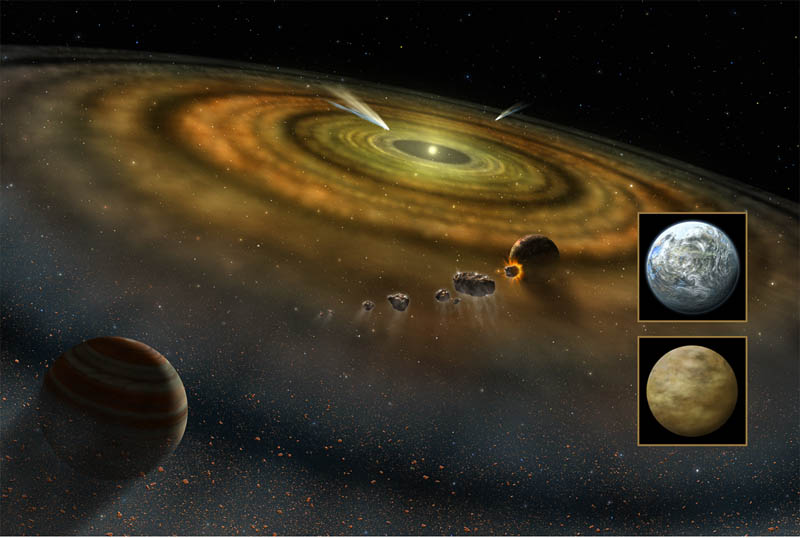
若いA型主系列星であるがか座β星の周りの系外彗星と様々な惑星形成過程の想像図。

太陽系外彗星（たいようけいがいすいせい、英: Exocomet, extrasolar comet）は、太陽以外の恒星の周りを公転する彗星や恒星間彗星を含む、太陽系の外に存在する彗星のことである。系外彗星とも言う。
初めての系外彗星は、1987年に非常に若いA型主系列星であるがか座β星の周囲に検出された。これまでに11個の恒星の周りで系外彗星が発見されているか、もしくは系外彗星の存在が疑われている。

## 概要

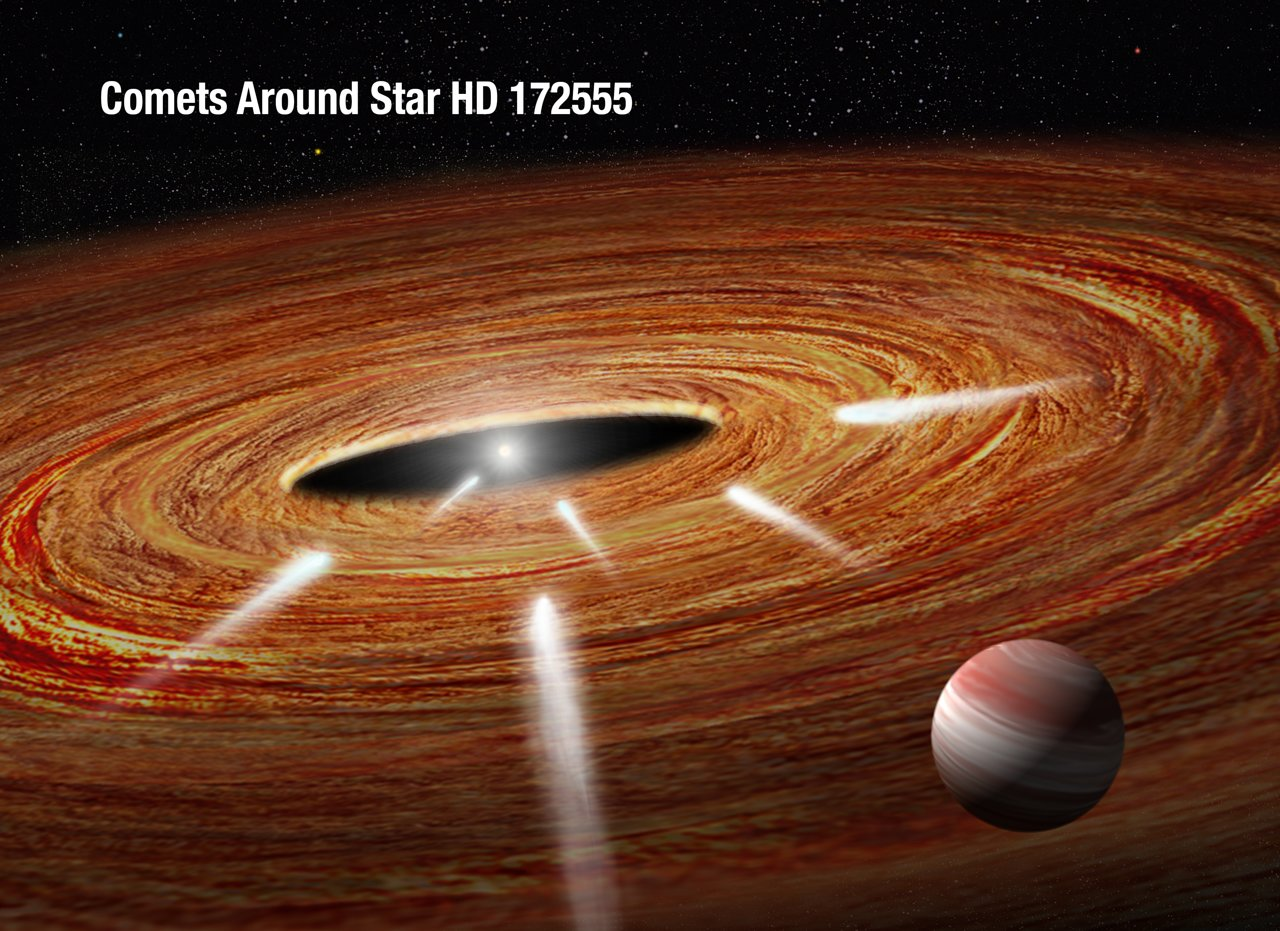
若い恒星HD 172555に落下していく系外彗星の想像図。

太陽系内にある恒星間天体のオウムアムアの想像図。オウムアムアは恒星間彗星である可能性がある。 (動画)

これまでに系外彗星が発見された、もしくは検出が報告されている恒星は、がか座β星、HR 10、へびつかい座51番星、HR 2174、くじら座49番星、こぎつね座5番星、アンドロメダ座2番星、HD 21620、HD 42111、HD 110411、そして HD 172555 であり、全て非常に若いA型星である。
系外彗星は、これらが恒星をトランジットする際に分光観測から検出することができる。系外惑星が主星をトランジットする時と同様に、系外彗星によるトランジットは恒星からやってくる光に変動を引き起こす。変動は恒星のスペクトルの吸収線で観測される。系外彗星に由来するガス雲によって恒星が掩蔽されることで、イオン化したカルシウムのスペクトル線のような恒星に普段見られている吸収線とは異なる、さらなる吸収線の特徴がスペクトル中に生成される。彗星が恒星に十分近付くと、彗星に含まれる揮発性物質の氷と塵の蒸発によって彗星ガスが発生する。
彗星の観測、とりわけ系外彗星の観測は、惑星形成を理解する上で重要である。降着による惑星形成の標準モデルでは、惑星は微惑星が集まって形成されたと考えられ、それらの微惑星は恒星が形成されたすぐ後に原始惑星系円盤の中で塵が合体することで形成された。したがって彗星は、惑星の一部とならずに惑星系の中に残った、揮発性物質が豊富な微惑星の生き残りであると考えられる。これらの天体は、惑星形成が起きていた段階に優勢だった物理的および化学的な条件を反映した化石のような天体であると考えられている。
くじら座49番星の周りにはガスからなる雲が存在しており、これはこの惑星系の中で彗星が衝突することによって発生したものだと考えられている。

## 系外彗星の検出

### 分光観測での検出
太陽系外彗星の最初の検出報告は、1987年にパリ天体物理学研究所の天文学者R. Ferletらによって行われた。彼らは1984年から、テキサス州のマクドナルド天文台およびチリのラ・シヤ天文台を用いて、がか座β星の分光観測を行っていた。その結果、恒星のスペクトル中のカルシウムの吸収線の赤方偏移成分に、時間変動性のあるさらなる吸収が発生しているのを発見した。
検出された吸収スペクトルの変動の原因としては、(1) 純粋な恒星大気の変動によるもの、(2) 恒星表面のシェル状の領域での現象によるもの、(3) 恒星から遠く離れた距離にある塵のシェルに関連した現象 の3種類が考えられた。1つ目の説は、恒星の脈動によってスペクトルに変化が生じているというものである。しかしその場合、スペクトル線の赤方偏移側のみで変動が発生していなければならない理由はなく、完全には否定できないものの、観測された事象の原因である可能性は低いと考えられた。2番目の説はガス殻星で発生し得る現象であり、この場合はスペクトル線の赤方偏移側のみでの吸収が発生する場合がある。がか座β星で観測されたスペクトル線の赤方偏移成分は 40 km/s と遅く、これは恒星から脱出速度を下回る速度で噴出した物質が再び恒星に降着している所を観測したため、赤方偏移成分として検出されたと解釈することが出来る。ただしこの仮説は別のタイミングで物質が噴出している時の青方偏移成分が検出された場合は支持されるものの、青方偏移成分は検出されなかった。
3つ目の説は、恒星へと落下していく彗星のような天体によるとするものである。がか座β星の周囲には塵の円盤があることが分かっており、この円盤の内側にある彗星が恒星に向かって落下していると考えると、観測された特徴が最もよく説明できると結論付けられた。
がか座β星の周りの系外彗星の観測はその後も続けられ、2014年にはラ・シヤ天文台のHARPSを用いた観測で、周囲に多数存在する彗星は2つのグループに分けられるという研究結果が発表された。この研究では2003年から2011年にかけて行われた1000回以上の観測結果が用いられており、そのうち疑わしいデータを除いた493個の彗星候補天体の性質の統計的な分析を行った。その結果、浅い吸収線を示す系外彗星のグループと、深い吸収線を示すグループに分けられることが判明した。浅い吸収線を示すグループは古く揮発性物質が枯渇した彗星であり、重い惑星との平均運動共鳴に捕獲されていると考えられる。一方で深い吸収線を示すグループは、最近になって1個か複数の母天体が破壊されることによって生まれた破片からなる可能性があると考えられた。
その他の恒星も、がか座β星同様に恒星の吸収スペクトル線における時間変動性のある超過吸収を元に系外彗星の検出が報告されている。2番目に系外彗星の検出が報告された HR 10 も、がか座β星の周りの系外彗星の検出報告を行ったのと同じ観測グループによって1986年以降に観測されており、同様にスペクトル線の赤方偏移側に超過の吸収が存在することが1990年に報告された。

### 測光観測での検出

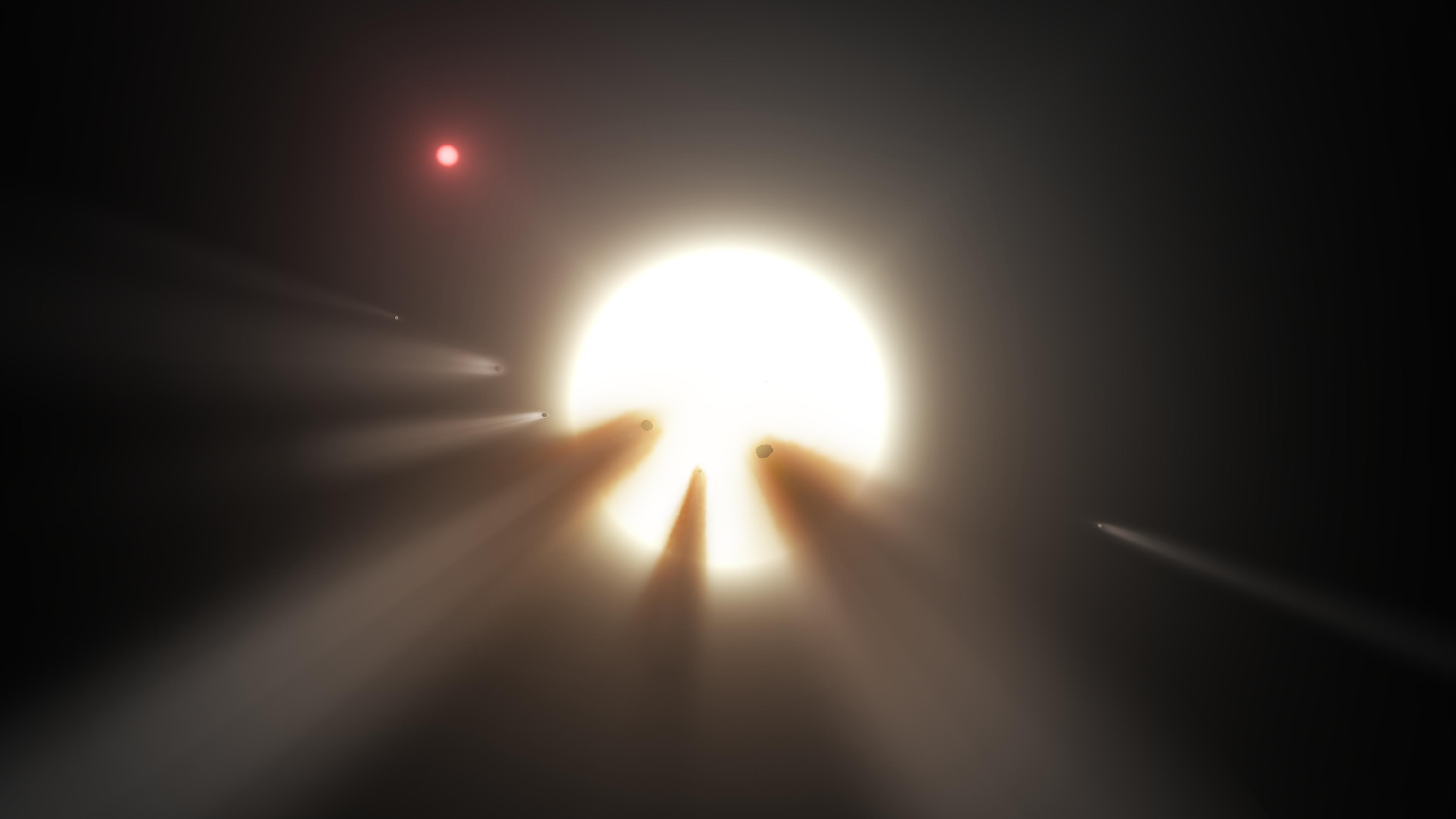
KIC 8462852の周囲を公転している可能性のある系外彗星の想像図。

上記の分光観測による吸収スペクトルに見られる特徴からの検出とは異なり、測光観測からの系外彗星候補の検出報告も行われている。ケプラーによるF型主系列星のKIC 8462852の観測では、光度曲線中に不規則かつ深いトランジット状の減光が存在することが判明した。この減光の原因は不明だが、巨大な彗星とその破片が恒星の手前を通過することによって不規則で深い減光が発生しているという説が提唱されている。しかし彗星では観測された減光を説明するのが困難だとする反論もあり、巨大な環を持った木星型惑星によるという説や、恒星の周囲のダスト円盤によるという説など、複数の仮説が提唱されている。